# LG 옵티머스 GK
LG 옵티머스 GK는 LG전자가 출시한 안드로이드 스마트폰이다.

## 같이 보기
- LG 옵티머스 G 프로